# Красноармејск (Московска област)
Красноармејск (рус. Красноармейск) град је у Русији у Московској области. Према попису становништва из 2010. у граду је живело 26249 становника.

## Становништво
| 1939. | 1959.  | 1970.  | 1979.  | 1989.  | 2002.  | 2010.  |
| ----- | ------ | ------ | ------ | ------ | ------ | ------ |
| 8.923 | 18.213 | 22.351 | 25.951 | 27.460 | 26.051 | 26.249 |